# TestNG
TestNG — это фреймворк для автоматизированного тестирования программного обеспечения, написанный на языке Java. Он предназначен для создания и запуска тестов для проверки функциональности и качества программных продуктов.
TestNG позволяет разработчикам и тестировщикам создавать тесты, которые могут быть запущены автоматически, что экономит время и повышает эффективность тестирования. Фреймворк поддерживает различные типы тестов, включая функциональные, интеграционные и нагрузочные тесты.
Одним из ключевых преимуществ TestNG является его гибкость и настраиваемость. Пользователи могут создавать свои собственные тестовые сценарии, используя аннотации и конфигурационные файлы, что позволяет им адаптировать фреймворк к конкретным потребностям их проекта.
TestNG также поддерживает параллельное выполнение тестов, что позволяет ускорить процесс тестирования и повысить производительность. Кроме того, фреймворк интегрируется с другими инструментами и системами, такими как Jenkins, Maven и Eclipse, что упрощает процесс тестирования и развертывания программного обеспечения.
1. ↑  The testng Open Source Project on Open Hub: Languages Page — 2006.
2. ↑  Release 7.9.0 — 2023.